# Держбанк СРСР
Державний банк СРСР (до 1923 року Державний банк РРФСР) — з 1987 року центральний банк Радянського Союзу, до цього часу — єдиний емісійний, касовий та розрахунковий центр СРСР, основний банк кредитування й фінансування народного господарства й населення.
Державний банк СРСР був єдиною централізованою системою, яка безпосередньо підпорядковувалась Раді міністрів СРСР. Він був єдиним емісійно-касовим та розрахунково-кредитним центром країни: монопольно здійснював емісію грошей, керував готівково-грошовим оборотом, проводив безготівкові розрахунки, короткострокове кредитування всіх основних галузей народного господарства і довгострокове кредитування сільського господарства, на нього було покладено касове виконання державного бюджету. В процесі реалізації покладених на нього функцій Держбанк СРСР здійснював загальнодержавний контроль за виконанням підприємцями та організаціями встановлених для них планів виробництва й реалізації продукції та за додержанням фінансової дисципліни.

## Історія
Упродовж 1917—1920 років уряд СРСР проводив політику з ліквідації грошового обороту в країні. З січня 1920 року в країні не існувало банків. Ситуація змінилась із початком проведення в середині 1921 року нової економічної політики. Для відновлення товарно-грошових відносин необхідно було відновити кредитну систему в країні.
15 жовтня 1921 року був створений Державний банк РРФСР з капіталом у розмірі 2 трлн карбованців. Свою діяльність банк розпочав 16 листопада 1921 року. Основними цілями діяльності Держбанку були: відновлення грошового обороту й контроль за його здійсненням; сприяння розвитку промисловості, сільського господарства й товарообороту. Декретом РНК РРФСР від 11 жовтня 1922 року Держбанку було надано право емісії банківських квитків. З початком емісії червонців почалась грошова реформа, в результаті якої було припинено гіперінфляцію. Надалі банку було надано право випуску державних казначейських квитків та розмінної монети.
Держбанк РРФСР здійснював низку банківських операцій: видачу позик, відкриття онкольних кредитів із забезпеченням товарами й товарними документами, облік векселів, купівля-продаж цінних паперів, вкладні, валютні, переказні й інші операції. У цей час банком через значні темпи інфляції в країні був встановлений високий відсоток за позиковими операціями, який становив 8 % для державних та 12 % для приватних підприємств на місяць.
1923 року Державний банк РРФСР був реформований на Державний банк СРСР. Кількість відділень Держбанку СРСР з 1923 до 1925 року збільшилась майже удвічі (з 251 до 448).
У березні 1950 року було встановлено золотий зміст карбованця в розмірі 0,222168 грамів чистого золота. 23 квітня 1954 року Держбанк було виділено зі складу Міністерства фінансів СРСР. У квітні 1959 року у зв'язку з реорганізацією кредитної системи Держбанку була передана частина операцій Сільгоспбанку, Цекомбанку й комунальних банків. З 1960 року Держбанк почав складати плани кредитування довгострокових внесків. У травні 1961 року була проведена грошова реформа, під час якої нові грошові знаки були обміняні на старі у співвідношенні 1:10. Одночасно золотий зміст карбованця було збільшено лише у чотири рази і він склав 0,987412 грамів чистого золота. З 1963 року до відомства Держбанку були передані державні трудові ощадні каси. У 1965—1969 роках під час проведення господарської реформи у діяльності Держбанку відбулись зміни, пов'язані із кредитуванням та розрахунками, з плануванням та регулюванням грошового обороту, фінансуванням капіталовкладень та організацією ощадної справи. Основними видами кредитування промисловості стали кредитування за оборотом матеріальних цінностей і витрат на заробітну платню та за простими позиковими рахунками.
Під час розпаду СРСР 20 грудня 1991 року Державний банк СРСР був ліквідований, а всі його активи й пасиви, а також майно на території РРФСР передані Центральному банку РРФСР (Банку Росії).

## Відсоткова ставка
Величина відсоткової ставки Держбанку СРСР у 1988—1989 роках становила 4-5 %, 1990 року — 6 %, 1991 року — 8-12 %.

## Голови правління[6]
- Арон Шейнман — 1921—1924, 1926—1929
- Микола Туманов (в. о.) — 1924—1926
- Георгій П'ятаков — 1929—1930
- Мойсей Калманович — 1930—1934
- Лев Мар'ясін — 1934—1936
- Соломон Кругліков — 1936—1937
- Олексій Грічманов — 1937—1938
- Микола Булганін — 1938—1940
- Микола Соколов — 1940
- Микола Булганін — 1940—1945
- Яків Голєв — 1945—1948
- Василь Попов — 1948—1958
- Микола Булганін — 1958
- Олександр Коровушкін — 1958—1963
- Олексій Посконов — 1963—1969
- Мефодій Свєшніков — 1969—1976
- Володимир Алхімов — 1976—1986
- Віктор Деменцев — 1986—1987
- Микола Гаретовський — 1987—1989
- Віктор Геращенко — 1989—1991
- Андрій Звєрєв (в. о.) — 1991